# Jugoslavien i olympiska sommarspelen 1956
Jugoslavien deltog med 35 deltagare vid de olympiska sommarspelen 1956 i Melbourne. Totalt vann de tre silvermedaljer.

## Medaljer

### Silver
- Petar Radenković, Mladen Koščak, Nikola Radović, Ivan Šantek, Ljubiša Spajić, Dobrosav Krstić, Dragoslav Šekularac, Zlatko Papec, Sava Antić, Todor Veselinović, Muhamed Mujić, Blagoje Vidinić, Ibrahim Biogradlić och Luka Lipošinović - Fotboll.
- Franjo Mihalić - Friidrott, maraton.
- Ivo Cipci, Tomislav Franjković, Vladimir Ivković, Zdravko Ježić, Hrvoje Kačić, Zdravko Kovačić, Lovro Radonjić och Marijan Žužej - Vattenpolo.